# Topos (wiskunde)
In de categorietheorie, een deelgebied van de wiskunde, is een topos, meervoud: topoi, een categorie met gelijkaardige eigenschappen als de categorie van schoven van verzamelingen op een gegeven topologische ruimte. Dus in zekere zin zijn topoi een veralgemening van een topologische ruimte.
Een eenvoudig voorbeeld van een topos is de categorie van verzamelingen, want deze kan gezien worden als de categorie van schoven op een singleton. De meeste constructies die men kan uitvoeren met verzamelingen, zoals het construeren van bepaalde (co)producten en (co)limieten kan men ook uitvoeren met topoi. Zo beschikken topoi ook over een notie van lokalisatie. 

## Definitie
Per definitie is een topos een categorie van schoven op een gegeven site. Een archetypisch voorbeeld van een site is de categorie van open verzamelingen van een gegeven topologische ruimte, waarbij de morfismen inclusie-afbeeldingen zijn. Meer precies is een site gedefinieerd als een categorie met een Grothendieck-topologie (of pretopologie); dit is een veralgemening van de notie van een topologie, waarbij niet langer open deelverzamelingen een fundamentele rol spelen maar eerder de families van overdekkingen van 'open deelverzamelingen'. De benaming 'open deelverzameling' is misleidend, want in een Grothendieck-topologie hoeven deze geen deelverzameling noch open te zijn. Een site is dus in zekere zin de minimale structuur die benodigd is om schoven te definiëren, en een topos is een categorie van schoven op een zekere site. 
De historische aanleiding van de theorie van sites en topoi is de étale topologie op schemas zoals ontdekt door Alexander Grothendieck en zijn entourage begin de jaren 1960.
Giraud ontdekte vervolgens dat er een andere karakterisatie van topoi bestaat die louter categorie-theoretisch van aard is. Dit gaf subsequentieel aanleiding tot de meer algemene notie van elementaire topoi, die vandaag voornamelijk in de wiskundige logica wordt bestudeerd. Om het onderscheid te maken noemt men de eerst aangehaalde topoi ook wel Grothendieck-topoi.

## Stelling van Deligne
Er bestaat een constructie die voor elke site S een topologische ruimte associeert, de zogeheten 'site-theoretische punten van S', ook wel de soberificatie van S genoemd. Een belangrijk resultaat van Pierre Deligne (zie SGA4 VI.9) geeft een voldoende criterium dat impliceert dat een gegeven topos een topos van schoven van verzamelingen op een topologische ruimte van site-theoretische punten is. 
Een belangrijk voorbeeld van soberificatie komt uit de theorie van de niet-archimedische meetkunde, waar een adische ruimte topologisch kan gezien worden als de soberificatie van de G-topologische site van een rigide variëteit. 